# Pyuridae
Pyuridae es una familia de tunicados.
Especies de Halocynthia, Microcosmus y Pyura spp. se comercializan como mariscos.

## Géneros
- Bathypera
- Bathypyura Monniot & Monniot, 1973
- Boltenia
- Bolteniopsis
- Claudenus Kott, 1998
- Cratostigma
- Ctenyura
- Culeolus
- Halocynthia
- Hartmeyeria
- Hemistyela Millar, 1955
- Herdmania
- Heterostigma
- Microcosmus
- Paraculeolus Vinogradova, 1970
- Pyura